# Rainn Wilson
Rainn Percival Dietrich Wilson (født 20. januar 1966) er en amerikansk skuespiller. Bedst kendt for sin rolle som Dwight Schrute i den amerikanske komedieserie The Office.

## Udvalgt Filmografi
- Galaxy Quest (1999)
- Almost Famous (2000)
- Full Frontal (2002)
- My Super Ex-Girlfriend (2006)
- Juno (2007)
- The Rocker (2008)
- Monsters vs. Aliens (2009)
- Transformers: Revenge of the Fallen (2009)